# La Galerie du Palais

La Galerie du Palais est une comédie de Pierre Corneille écrite en 1633.